# Usina Hidrelétrica Forquilha
A Usina de Forquilha é uma usina hidrelétrica brasileira que entrou em operação em 1950. Localiza-se no município de Maximiliano de Almeida, no estado do Rio Grande do Sul, e utiliza as águas do rio Forquilha. Opera com uma turbina de fabricação suíça Escher Wyss, acoplada a um alternador Westinghouse de 1.250 kVA. Concessionária: Companhia Estadual de Energia Elétrica (CEEE)

## Ficha técnica
- Potência Efetiva: 1,10 MW
- Rio Forquilha
- Entrada em operação: 1950
- Local da casa de força: município de Maximiliano de Almeida
- Município(s) atingido(s) pelo reservatório:

Margem direita: município de Maximiliano de Almeida
Margem esquerda: município de Machadinho
- Turbina:

Tipo: Francis horizontal, dupla
Potência: 1 x 1,12 MW
Queda líquida: 18,00 m
- Barragem:

Tipo: Gravidade em alvenaria de pedra
Altura: 3,00 m
Comprimento: 125,00 m